# Миколаївський тепловозоремонтний завод
Миколаївський тепловозоремонтний завод — локомотиворемонтне українське підприємство з повним циклом здійснення ремонту залізничної техніки. Розташований у Миколаєві.

## Історія
Підприємство створене у 2010 році на базі двох функціонуючих структур: ТОВ «Магістраль — Юг», директор Павлов Ігор Миколайович, спеціалізація — ремонт залізничної техніки та МПП Фірма «Фартон» директор Симченко В'ячеслав Валентинович, спеціалізація — продаж запасних частин до залізничної техніки, обслуговування власними локомотивами промислових підприємств України.
Завод співпрацює з такими підприємствами як: ВАТ «Полтавський ГЗК», ПАТ «Маріупольський металургійний комбінат ім. Ілліча», ПАТ «Алчевський металургійний комбінат», ПАТ «Єнакієвський металургійний комбінат», ВАТ «Запоріжсталь», ПАТ «Нікопольський завод феросплавів», ПАТ «Інтерпайп Нижньодніпровський трубопрокатний завод», ДП «Антонов», ДП Південноукраїнська АЕС, ПРАТ «Комсомольське рудоуправління», ПАТ «Донецьксталь», ПАТ «ДТЕК Павлоградвугілля», ТОВ «ДТЕК Свердловантрацит», ТОВ «ДТЕК Ровенькиантрацит», ПАТ «Орджонікідзевський гірничо-збагачувальний комбінат» та іншими підприємствами України.
За 2013 рік на виробничих площах заводу пройшли ремонт 28 тепловозів і близько 40 одиниць тепловозних агрегатів і вузлів.

## Діяльність

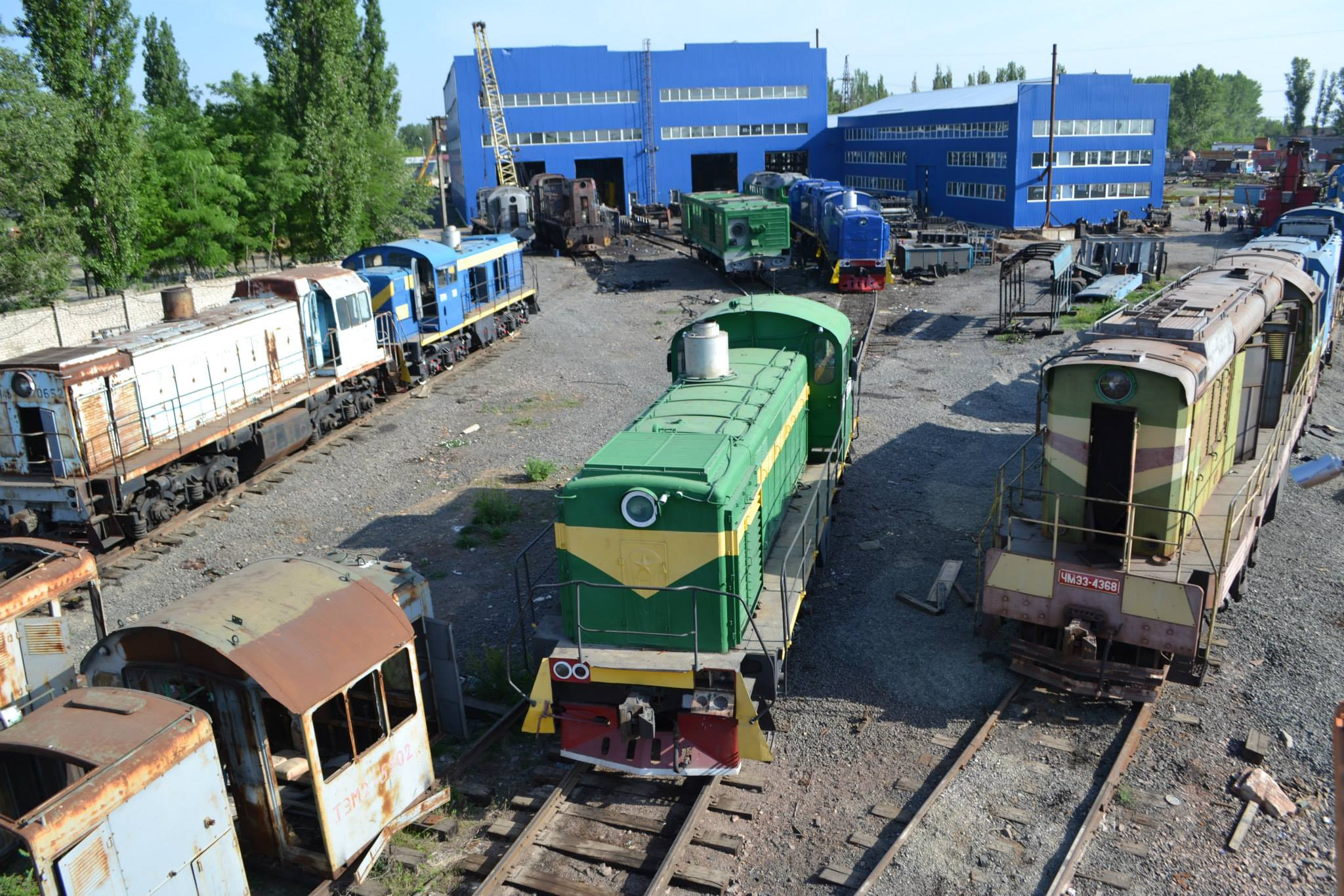

ТОВ «Миколаївський тепловозоремонтний завод» спеціалізується на виконанні капітальних ремонтів тепловозів серії ТГМ-4, ТГМ-6, ТЕМ-2, ТЕМ-7 ЧМЭ-3, М-62, 2ТЭ 116, а також тепловозних вузлів і агрегатів до них.
З 2011 року підприємство виконує ремонт тягових агрегатів змінного струму з автономним живленням ОПЭ1-АМ.
ТОВ «МТРЗ» має власний верстатний парк, стенди по налаштуванню регулювання та обкатки ремонтованого обладнання, в тому числі стенди по обкатці дизелів 6ЧН 21/21, дизелів 8 ЧН 26/26. Стенди по обкатці насосів, гідропередач, паливної апаратури, а так же стенд реостатних випробувань тепловозів.

## Підприємство сьогодні
На заводі за власний кошт у 2014 році за час збройного конфлікту на сході України ремонтується військова техніка для ЗСУ.

### Допомога Військово-Морським Силам ЗСУ

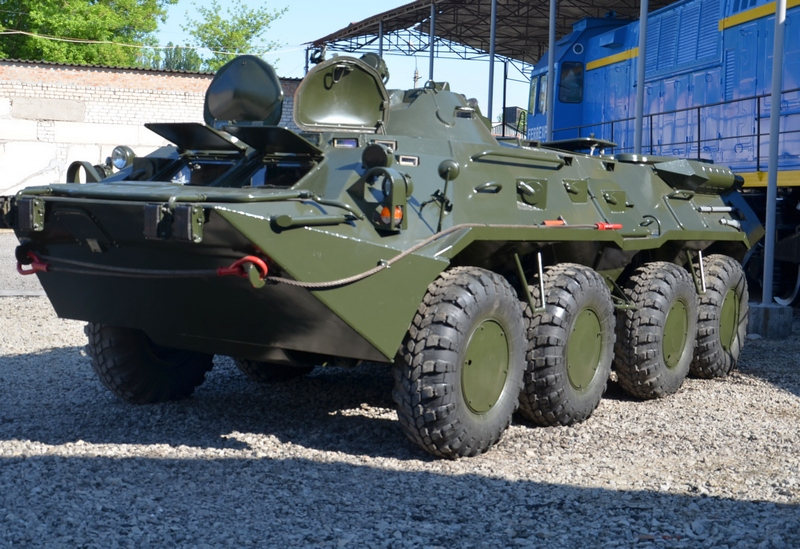
Відремонтрований БТР

1. Спільно з ТОВ «Південна судноремонтна компанія» МДК «Кіровоград» були проведені ремонтні роботи по ремонту головного двигуна;
2. Доставлені матеріали для 22-ї військової майстерні ВМС України Очаків.

### Допомога армії

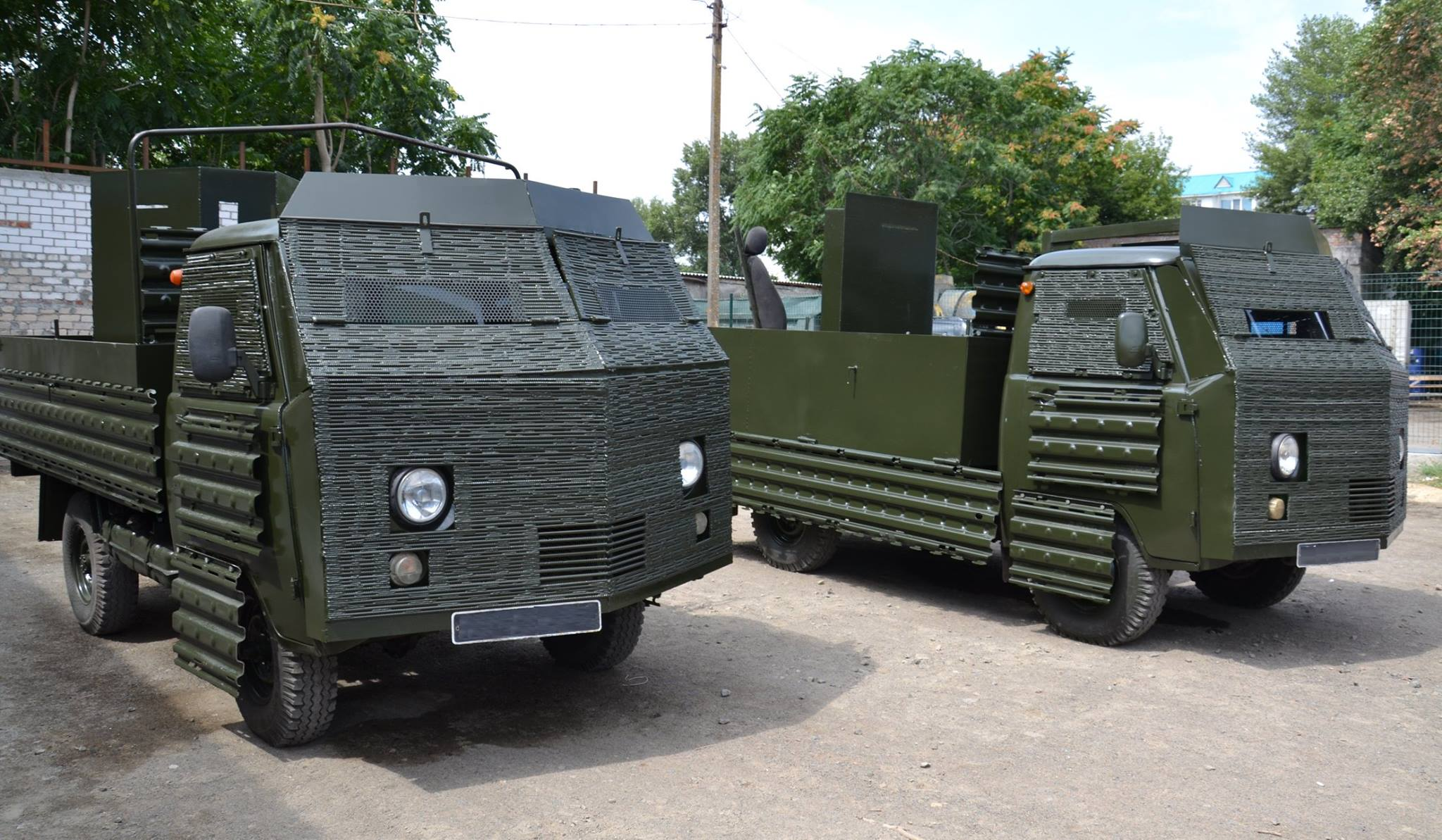
Броньовані УАЗи для Луганських прикордонників

1. Проведено капітальний ремонт БТР-80 для 79-ї ОАЕМБр.
2. Зроблений ремонт БТР-70 (капітальний ремонт, модернізація, захист ходової, система відеоконтролю по периметру) для Національної гвардії України.
3. Проведено ремонт і модернізацію двох БТР-70 для льотчиків 299 бригади тактичної авіації.
4. Здійснена передача для потреб обласного військкомату (індивідуальне пошиття) 15 комплектів форми.
5. Виконані роботи по бронюванню автомобілів «КАМАЗ» для спеціального батальйону міліції «Миколаїв» для відбуття в зону АТО.
6. Допомога в відправки гуманітарної допомоги для потреб АТО (надання автомашини, покупка продуктів) двох караванів.
7. Проведена передача, ремонт, переобладнання, захист двох автомобілів «УАЗ» для потреб Луганського прикордонного загону.

## Нагороди
Керівник НТРЗ В'ячеслав Симченко нагороджений грамотою «За активну життєву позицію, проявлений патріотизм та сприяння Повітряним Силам Збройних Сил України…»

## Адреса
54037, Миколаїв, вул. Знаменська, буд. 16-А